# Milan Revický
Milan Revický (* 20. května 1965 Bojnice, Československo) je bývalý československý zápasník, volnostylař. V roce 1992 startoval na olympijských hrách v Barceloně, kde v kategorii do 74 kg vypadl ve třetím kole. Pětkrát, v letech 1988 až 1992, se stal mistrem Československa.